# Charlot soldato
Charlot soldato (Shoulder Arms), è un cortometraggio interpretato, diretto e prodotto da Charlie Chaplin; fu proiettato la prima volta il 20 ottobre 1918.
Uno dei più grandi successi di Chaplin, che rischiò di non essere mai proiettato allorché la depressione che lo affliggeva nel periodo lo portò a pensare di distruggerlo non ritenendolo soddisfacente; in realtà andò distrutto un intero mese di lavoro il cui girato non venne mai inserito nel film, non ritenendolo idoneo; il perfezionismo di Chaplin gli imponeva scelte anche antieconomiche che nello specifico, come da contratto partecipando solo agli utili, ricadevano interamente sulle sue tasche di produttore.
Le polemiche sulla presunta codardia di Chaplin, che parte della stampa avrebbe voluto al fronte con i connazionali impegnati nella prima guerra mondiale, non lo disturbarono particolarmente: il popolo, i combattenti al fronte, il suo pubblico, trassero più conforto dal suo lavoro di cineasta che non da altro. Aborriva la guerra e sapeva bene che la fratellanza tra le genti era sentimento più naturale di quanto non lo fosse l'odio degli eserciti e dei governi.

## Trama

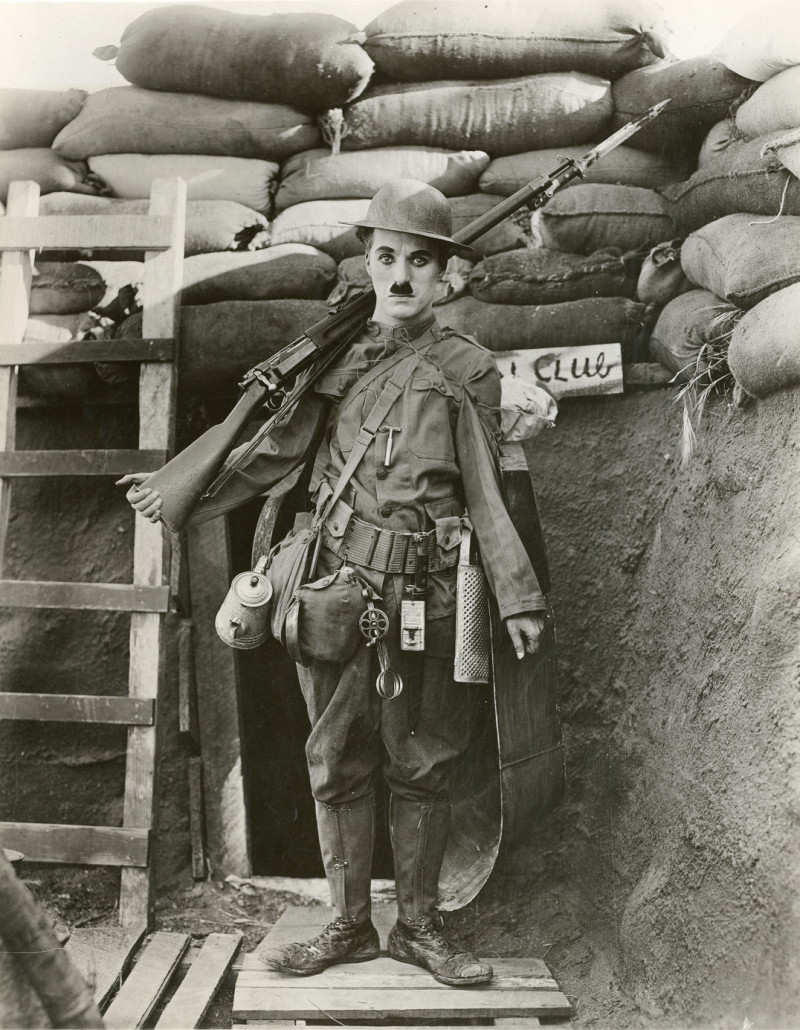
Shoulder Arms

Recluta nel campo d'addestramento, massacrato dal sergente istruttore, Charlot si concede, al rompete le righe, un sonno ristoratore sulla sua branda.
Al fronte, in Europa, in territorio Francese, in prima linea nella trincea scavata a difesa dal nemico, giungono le nuove reclute. Charlot tra questi armato di tutto punto, compresa trappola per topi e grattugia contro cui sfregarsi quando i pidocchi danno fastidio. Preso possesso della propria branda nel rifugio antiaereo scavato nella trincea è immediatamente spedito al turno di guardia. Fra l'umidità e la nebbia affiora la nostalgia di casa, subito scacciata dai colpi del nemico appostato a poca distanza. La pioggia e il fango sono testimoni della desolazione che impregna i cuori dei giovani combattenti, il cui unico conforto sono le lettere e i pacchi che le famiglie inviano loro. E quando non c'è una famiglia che scrive, come per Charlot, lo sconforto è maggiore. Lo si vede allora, appostato alle spalle di un commilitone intento a leggere la lettera ricevuta da casa, partecipare egli stesso ai sentimenti dell'altro e rispecchiare sul proprio volto le emozioni del compagno. Ma un pensiero c'è anche per lui e un pacco inviatogli da qualche associazione di sostegno gli viene consegnato: incredulo ma felice lo apre per scoprirvi contenere del formaggio gorgonzola che richiederà di indossare la maschera antigas per poter essere consumato. Gettatolo oltre la propria postazione e finito nella trincea nemica si rivelerà arma di stordimento inaspettata.
La pioggia si accanisce sui poveri ragazzi allagando il ricovero fino all'altezza delle brande, ma non disturberà il loro riposo. Non sarà l'umidità ad interromperne il sonno, ma il comando dell'apprestarsi all'assalto quotidiano.
Balzando fuori della trincea i soldati si gettano sul nemico. A dispetto del numero di matricola assegnatogli, il 13, e nonostante gli si sia accidentalmente rotto lo specchietto che custodiva nella tasca, Charlot tornerà vivo dall'incursione e con ben 13 prigionieri tedeschi, compreso il comandante che non esiterà a sculacciare tra gli applausi degli stessi nemici catturati. Alla richiesta dei suoi compagni su come abbia fatto a catturarli da solo risponderà dicendo "di averli circondati".
Il suo eroismo lo indica essere l'uomo adatto alla solitaria e rischiosissima missione, che potrebbe essere anche senza ritorno, in campo nemico. Camuffato da albero si spinge tra le file avversarie per carpirne i segreti militari, ma smascherato sarà costretto alla fuga e a rifugiarsi in una casa diroccata e cadente dove una giovane francese lo soccorre medicandogli le escoriazioni riportate. Una pattuglia lo rintraccia nell'abitazione senza riuscire a catturarlo, cosa che invece avviene per la ragazza, trasportata al quartier generale del nemico e consegnata allo squallido comandante dell'avamposto che le fa chiaramente capire il destino che l'attende. L'intervento improvviso di Charlot la salva dalla triste situazione e mette fuori gioco il comandante della stazione.
In visita all'avamposto tedesco giunge il Kaiser in persona, accompagnato dal Principe e da alti ufficiali. Con sangue freddo Charlot indossa la divisa del comandante della stazione, riuscendo ad ingannare gli interlocutori e ad impossessarsi dell'automobile del Kaiser. Sostituitosi agli autisti trasporterà questi e i due alti esponenti del comando tedesco fino al campo amico, dove verranno fatti prigionieri tra le acclamazioni dei commilitoni di Charlot, complimentato per l'eroismo dimostrato e portato in trionfo. Gli scossoni del trionfo lo desteranno dal sonno interrompendo il suo sogno di gloria e riportandolo alla realtà del campo d'addestramento dal quale non mai si è allontanato.